# Ulstrup (Favrskov Kommune)
 For alternative betydninger, se Ulstrup. (Se også artikler, som begynder med Ulstrup)
Ulstrup er en stationsby i Østjylland beliggende i Favrskov Kommune. Byen har 1.917 indbyggere  (2024). Ulstrup ligger i Region Midtjylland og hører til Ulstrupbro Sogn. Første led af stednavnet kommer af mandsnavnet Ulf- mens andet led er en afledning af -torp.
Ulstrup by er placeret på en nordvendt terrasselignende skråning i Gudenådalen omgivet af en række skovklædte bakker. På nordsiden af Gudenåen finder man Ulstrup Station hvorigennem jernbanen mellem Viborg og Langå går. Desuden findes Ulstrup Slot som er en klassisk jysk herregård fra Christian 4.s tid. Den blev påbegyndt i 1591 og slottets østfløj med en særpræget sandstensportal færdiggjordes i 1622.
Ulstrup befinder sig ved landevejen Sekundærrute 525 med 20 kilometer til Randers og 28 til Viborg. Den hører til Region Midtjylland.

## Galleri
- Jernbaneoverskæring; Ulstrup ses i baggrunden.
- Cyklebro.